# Иджим, Ивонн
Иво́нн И́джим (англ. Yvonne Ejim; 9 апреля 2002, Калгари, Альберта, Канада) — канадская баскетболистка, которая выступает на позиции тяжёлого форварда. Была выбрана на драфте ВНБА 2025 года в третьем раунде под общим 33-м номером командой «Индиана Фивер».

## Карьера
В старшей школе занималась волейболом и баскетболом. Трижды признавалась самым ценным игроком баскетбольной команды (2017, 2018, 2020). В ноябре 2019 года стала игроком «Гонзага Бульдогс». В первом сезоне за клуб провела 25 матчей, набирая в среднем 3,7 очка и совершая 2,1 подбора за игру. В сезоне 2021/2022 сыграла в общей сложности 705 минут, набрала 342 очка и совершила 189 подборов. Была признана лучшим игроком команды. В сезоне 2022/2023 выходила на паркет во всех матчах, набрав рекордные 569 очков, став лидером команды по результативности. В сезоне 2023/2024 сыграла в 34 матчах, набирая в среднем 19,7 очков, совершая 8,3 подбора, 2,3 голевые передачи, 1,4 перехвата и один блок-шот за игру. По итогам года получила признание от «Associated Press» и Ассоциации тренеров женских баскетбольных команд. 30 января 2025 года в игре с Университетом Сан-Диего вошла в историю, став первой баскетболисткой конференции Западного побережья, набравшей 2000 очков и сделавшей 1000 подборов за карьеру. Была выбрана на драфте ВНБА 2025 года в третьем раунде под общим 33-м номером командой «Индиана Фивер».

### В сборной
В 2017 году заняла второе место на чемпионате Америки среди девушек до 16 лет. В 2018 году вызывалась в сборную на чемпионат мира среди девушек до 17 лет. В 2019 и 2021 годах приняла участие в чемпионате мира среди девушек до 19 лет.
В 2023 году дебютировала в национальной сборной Канады, завоевав бронзовые медали чемпионата Америки. В 2025 году повторила успех национальной команды двухлетней давности в рамках чемпионата Америки, проходившем в чилийском Сантьяго.

## Личная жизнь
Дочь Отони и Чакса. Имеет семерых братьев и сестёр: Амака (сестра), Оге (сестра), Экене (брат), Деон (брат), Кенни (брат), Райан (брат) и Мелвин (брат). В июне 2020 года окончила школу Эдж. Планирует связать свою жизнь с медициной.